# 韓国陸軍の旅団一覧
韓国陸軍の旅団一覧は、現在編成されている韓国陸軍の旅団の一覧である。
これまで旅団は司令部ないし軍団直轄の支援部隊のみであったが、2020年12月までに常備・予備師団ともに隷下の歩兵・砲兵連隊が全て旅団に昇格している。ただし、第23警備旅団・第30機甲旅団は常備師団から縮小された部隊である。

## 現行旅団

### 歩兵
いずれも国防改革2020により2020年12月1日をもって連隊より旅団に昇格。
第1歩兵師団『前進部隊』
- 第11歩兵旅団（旧第11連隊）
- 第12歩兵旅団（旧第12連隊）
- 第15歩兵旅団（旧第15連隊）

第3歩兵師団『白骨部隊』
- 第18歩兵旅団（旧第18連隊）
- 第22歩兵旅団（旧第6連隊→第22連隊）
- 第23歩兵旅団（旧第23連隊）

第5歩兵師団『鍵部隊』
- 第27歩兵旅団（旧第27連隊）
- 第35歩兵旅団（旧第35連隊）
- 第36歩兵旅団（旧第36連隊）

第6歩兵師団『青星部隊』
- 第2歩兵旅団（旧第2連隊）
- 第7歩兵旅団（朝鮮語版）（旧第7連隊）
- 第19歩兵旅団（旧第19連隊）

第7歩兵師団『七星師団）
- 第3歩兵旅団（旧第3連隊）
- 第5歩兵旅団（旧第5連隊）
- 第8歩兵旅団（旧第8連隊）

第9歩兵師団『白馬部隊』
- 第28歩兵旅団（旧第28連隊）
- 第29歩兵旅団（旧第29連隊）
- 第30歩兵旅団（旧第30連隊）

第12歩兵師団『乙支部隊』
- 第17歩兵旅団（朝鮮語版）（旧第17連隊）
- 第51歩兵旅団（旧第51連隊）
- 第52歩兵旅団（旧第52連隊）

第15歩兵師団『勝利部隊』
- 第38歩兵旅団（旧第38連隊）
- 第39歩兵旅団（旧第39連隊）
- 第50歩兵旅団（旧第50連隊）

第17歩兵師団『雷部隊』
- 第100歩兵旅団（旧第100連隊）
- 第101歩兵旅団（旧第101連隊）
- 第102歩兵旅団（旧第102連隊）
- 第507歩兵旅団

第21歩兵師団『白頭山部隊』
- 第31歩兵旅団（旧第31連隊）
- 第65歩兵旅団（旧第65連隊）
- 第66歩兵旅団（旧第66連隊）

第25歩兵師団『飛龍部隊』
- 第70歩兵旅団（旧第70連隊）
- 第71歩兵旅団（旧第71連隊）
- 第72歩兵旅団（旧第72連隊）

第22歩兵師団『栗谷部隊』
- 第53歩兵旅団『北進部隊』（旧第53連隊）
- 第55歩兵旅団『쌍호部隊』（旧第55連隊）
- 第56歩兵旅団『金剛山部隊』（旧第56連隊）

第28歩兵師団『無敵台風部隊』
- 第80歩兵旅団（旧第80連隊）
- 第81歩兵旅団（旧第81連隊）

※第82旅団は予備

### 機械化歩兵・機甲
師団隷下部隊は1991年～2004年に機械化歩兵化した際に旅団に昇格している。第30機甲旅団は師団から縮小した。
軍団直轄
- 第1機甲旅団（朝鮮語版）
- 第2機甲旅団（朝鮮語版）
- 第3機甲旅団（朝鮮語版）
- 第5機甲旅団（朝鮮語版）
- 第20機甲旅団（朝鮮語版）（旧第4連隊→第20連隊）
- 第30機甲旅団（朝鮮語版）『必勝部隊』（旧第30師団（朝鮮語版））
- 第102機甲旅団（朝鮮語版）

首都機械化歩兵師団『猛虎部隊』
- 第1機械化歩兵旅団（旧第1連隊）
- 第16機械化歩兵旅団（旧第16連隊）
- 第26機械化歩兵旅団（旧第26連隊）

第8機動師団『達磨部隊』
- 第1機甲機械化歩兵旅団（朝鮮語版）（旧陸軍独立機甲連隊（朝鮮語版））
- 第60機械化歩兵旅団（旧第60連隊）
- 第73機械化歩兵旅団（旧第73連隊）

第11機動師団『花郎部隊』
- 第9機械化歩兵旅団『闘虎部隊』（旧第9連隊）
- 第13機械化歩兵旅団（旧第13連隊）
- 第61機械化歩兵旅団（旧第61連隊）

### 砲兵
軍団直轄
- 首都砲兵旅団
- 第1砲兵旅団（朝鮮語版）
- 第2砲兵旅団
- 第3砲兵旅団
- 第5砲兵旅団
- 第6砲兵旅団
- 第7砲兵旅団
- 第12砲兵団
- 第1防空旅団
- 火力旅団（朝鮮語版）

師団隷下
- 第1歩兵師団砲兵旅団
- 第2歩兵師団砲兵旅団
- 第3歩兵師団砲兵旅団
- 第5歩兵師団砲兵旅団
- 第6歩兵師団砲兵旅団
- 第7歩兵師団砲兵旅団
- 第8機動師団砲兵旅団
- 第9歩兵師団砲兵旅団
- 第15歩兵師団砲兵旅団
- 第17歩兵師団砲兵旅団
- 第22歩兵師団砲兵旅団

### 工兵
- 第1工兵旅団（朝鮮語版）
- 第2工兵旅団（朝鮮語版）
- 第3工兵旅団（朝鮮語版）
- 第5工兵旅団（朝鮮語版）
- 第6工兵旅団
- 第7工兵旅団

### 空挺
特殊戦司令部直轄
- 第1空輸特戦旅団（1958年4月1日創設、通称：イーグル部隊）
- 第3空輸特戦旅団（1969年1月1日創設、通称：飛虎部隊）
- 第7空輸特戦旅団（1974年10月1日創設、通称：天馬部隊）
- 第9空輸特戦旅団（1974年10月1日創設、通称：鬼星部隊）
- 第11空輸特戦旅団（1977年7月1日創設、通称：金蝙部隊）
- 第13特別任務旅団（朝鮮語版）（1977年7月1日創設、通称：黒豹部隊）

第2迅速対応師団『怒涛部隊』
- 第201迅速対応旅団
- 第203迅速対応旅団

### 航空
- 第1航空旅団（朝鮮語版）
- 第2航空旅団（朝鮮語版）

### 軍需
- 第1軍需支援旅団（朝鮮語版）
- 第2軍需支援旅団（朝鮮語版）
- 第3軍需支援旅団（朝鮮語版）
- 第5軍需支援旅団（朝鮮語版）

### その他
- 情報通信旅団（朝鮮語版）
- 第1山岳旅団（朝鮮語版）
- 第23警備旅団『鉄壁部隊』

## 郷土旅団
第31郷土防衛師団『忠荘部隊』
第32郷土防衛師団『白竜部隊』
第35郷土防衛師団『忠景部隊』
- 第103歩兵旅団（旧第103歩兵連隊）
- 第105歩兵旅団（旧第105歩兵連隊）
- 第106歩兵旅団（旧第106歩兵連隊）

第36郷土防衛師団『白虎部隊』
第37郷土防衛師団『忠勇部隊』
第39郷土防衛師団『忠武師団・波濤部隊』
第50郷土防衛師団『鋼鉄部隊』
第51郷土防衛師団『全勝部隊』
- 第167歩兵旅団（朝鮮語版）

第52郷土防衛師団『矢部隊』
第53郷土防衛師団『忠烈師団・尽忠部隊』
第55郷土防衛師団『烽火部隊』
第56郷土防衛師団『北漢山部隊』
第57郷土防衛師団『竜馬部隊』
第28歩兵師団『無敵台風部隊』
- 第82歩兵旅団

## 動員旅団
第60動員歩兵師団『飛虎部隊』
第62動員歩兵師団『忠竜部隊』
第66動員歩兵師団『松明部隊』
第72動員歩兵師団『オリンピック部隊』
第73動員歩兵師団『忠一部隊』
第75動員歩兵師団『鉄馬部隊』

## 廃止された旅団

### 国防警備隊時代
いずれも1949年5月12日に師団に再編されている。
- 第1旅団：1947年12月1日創設→第1師団
- 第2旅団：1947年12月1日創設→第2師団
- 第3旅団：1948年4月29日創設→第3師団
- 第4旅団：1948年4月29日創設→第6旅団→第6師団
- 第5旅団：1948年4月29日創設→第5師団
- 第7旅団：1949年1月7日創設→同年2月1日に首都旅団に改称→第7師団

### 歩兵旅団
- 第1教育旅団：1953年1月1日設立→2月8日第20師団に昇格
- 第88歩兵旅団：1982年第22師団に帰属
- 第99歩兵旅団：1982年第51師団に改編
- 第101歩兵旅団『無敵部隊』：2007年解体
- 第103歩兵旅団『彌鄒忽部隊』：2007年解体され第17師団に編入

第27歩兵師団『勝とう部隊』隷下部隊：2022年11月30日廃止
- 第77歩兵旅団（旧第77歩兵連隊）
- 第78歩兵旅団（旧第78歩兵連隊）
- 第79歩兵旅団（旧第79歩兵連隊）

### 機械化歩兵・機甲
第8機械化歩兵師団隷下部隊：2021年、第20師団・26師団からの機甲旅団受け入れと機動師団への再編とともに解散
- 第10機械化歩兵旅団（旧第10連隊）
- 第21機械化歩兵旅団（旧第21連隊）

第20機械化歩兵師団隷下部隊：2019年11月30日、師団廃止とともに解散
- 第62機械化歩兵旅団『突撃部隊』

第26機械化歩兵師団『不無理部隊』隷下部隊：2018年11月30日、師団廃止とともに解散
- 第75機械化歩兵旅団
- 第76機械化歩兵旅団

### 特殊任務
- 第1空中強襲旅団：2005年第203特攻旅団に再編
- 第205特攻旅団『白虎部隊』：2008年解体